# Florence Scovel Shinn
 (septembre 2024).
Pour les articles homonymes, voir Shin.
Florence Scovel Shinn née le 24 septembre 1871 à Camden dans le New Jersey et morte le 17 octobre 1940 à New-York, est une autrice, illustratrice, enseignante américaine.
Elle est une des figures majeures de la Nouvelle Pensée.

## Biographie
Fille de Emily Hopkinson, descendante de Francis Hopkinson, l'un des signataires de la Déclaration d'indépendance des États-Unis et de Alden Cortlandt Scovel, elle a fait des études de beaux arts à la Pennsylvania Academy of the Fine Arts et elle a épousé le peintre et graveur Everett Shinn.
Elle est aussi connue sous le pseudonyme Flossie Scovel.

## Œuvres

### Éditions américaines
- The Complete Works of Florence Scovel Shinn : The Game of Life and How to Play It; Your Word Is Your Wand; The Secret Door to Success; and The Power of the Spoken Word, Mineola, New York, Dover Publications Inc, coll. « Dover Empower your Life » (réimpr. 2010, 2016) (1re éd. 1988), 304 p. (ISBN 9781684220472, OCLC 1023095038, lire en ligne),
- Florence Scovel Shinn : The Prosperity Collection, Beacon Hill, Massachusetts, Pacific Publishing Studio (réimpr. 2010) (1re éd. 2009), 180 p. (ISBN 9781936136070, lire en ligne),
- The Florence Scovel Shinn Reader, Hawthorne, Californie), BN Publishing (réimpr. 2010) (1re éd. 2009), 210 p. (ISBN 9789562915663, lire en ligne),

### Traductions francophones
- Votre parole est une baguette magique : suite au Jeu de la vie et comment le jouer , traduit de l'américain par P. Le Corre, Paris, Éditions Astra , 1954.
- Le Jeu de la vie et comment le jouer : traduit de l'anglais par Mme Robert Sterling. 2de édition, Paris, Éditions Astra , 1952.
- La Porte secrète menant à la réussite, traduit de l'anglais par Jeanne Denis, Paris, Éditions Astra , 1956.
- Votre parole est une baguette magique..., traduit de l'américain, Paris : Éditions Astra , 1976.
- Le jeu de la vie et comment le jouer, traduit de l'anglais par Dr Mary Sterling,Paris, Éditions Astra , cop. 1941, impr. 2007.
- La voie magique de l'intuition Florence Scovel Shinn, [narration : Sarah A.] ; [musique : Alexandre Stanké] ; [traduction : Anne-Marie Deraspe].

### Illustratrice
- Dessins pour To Arcady de Beatrice Hanscom, in The Century Magazine, août 1900[2].
- (en-US) William Dean Howells (ill. Florence Scovel Shinn (), The Flight of Pony Baker : A Boy's Town Story, New York,, Harper & Brothers, 1902, 222 p. (OCLC 845932),
- (en-US) Andrew Caster (ill. Florence Scovel Shinn), Pearl Island, New York et Londres, Harper & Bros, 1903, 267 p. (OCLC 559732960)
- Coniston, de Winston Churchill, Macmillan Publishers, 1906.
- Tillie a Mennonite maid : a story of the Pennsylvania Dutch, de Helen Reimensnyder Martin, Ridgewood, The Gregg Press, 1968[3].